# Silvano Contini
Silvano Contini (Leggiunova, 15 januari 1958) is een voormalig Italiaans wielrenner. Hij begon zijn professionele carrière in 1978 en beëindigde die in 1990. Zijn grootste overwinning behaalde hij in 1982 door Luik-Bastenaken-Luik te winnen. Hij eindigde vier keer in de top 10 van de Giro d'Italia (vijfde in 1979, vierde in 1981, derde in 1982, zevende in 1985), droeg in totaal 14 dagen de roze trui, en won 4 etappes.

## Palmares
1979
Ronde van Lazio
Ronde van Piëmont
1980
GP Città di Camaiore
Trofeo Matteotti
7e etappe Ronde van Italië
1981
1e etappe Parijs-Nice
3e, 4e en 6e etappe Ronde van het Baskenland
Eindklassement Ronde van het Baskenland
1982
Coppa Bernocchi
Luik-Bastenaken-Luik
7e etappe (deel A) Ronde van Zweden
6e, 13e en 17e etappe Ronde van Italië
4e etappe Catalaanse week
1983
Ronde van Lazio
1984
Coppa Sabatini
1985
Coppa Placci
2e etappe Midi Libre
Eindklassement Midi Libre
Ronde van Apulië
2e etappe Ronde van de Aude
Eindklassement Ronde van de Aude
Ruota d’Oro
1987
Ronde van Umbrië
1989
5e etappe (deel A) Ronde van Murcia

## Resultaten in voornaamste wedstrijden
| Jaar | Ronde van Italië | Ronde van Frankrijk | Ronde van Spanje |
| ---- | ---------------- | ------------------- | ---------------- |
| 1979 | 5e               |                     |                  |
| 1980 | opgave (1)       |                     |                  |
| 1981 | 4e               |                     |                  |
| 1982 | ↑ (3)            |                     |                  |
| 1983 | opgave           |                     |                  |
| 1984 | 34e              |                     |                  |
| 1985 | 7e               |                     |                  |
| 1986 | 20e              | 41e                 |                  |
| 1987 |                  | 55e                 |                  |
| 1988 | 22e              |                     |                  |
| 1989 | 53e              |                     | 52e              |
| 1990 | opgave           |                     |                  |

| Jaar | Milaan-San Remo | Gent-Wevelgem | Parijs-Roubaix | Luik-Bast.‑Luik | Ronde van Lombardije | Waalse Pijl |  | WK op de weg |  | Wereldranglijsten |
| ---- | --------------- | ------------- | -------------- | --------------- | -------------------- | ----------- |  | ------------ |  | ----------------- |
| 1979 | 48e             |               |                |                 | ↑                    |             |  |              |  | 19e (SPP)         |
| 1980 | 19e             |               |                | 12e             | 8e                   | 24e         |  |              |  | 29e (SPP)         |
| 1981 | 56e             |               |                |                 |                      | 18e         |  | 17e          |  |                   |
| 1982 | 7e              | 8e            | 25e            | ↑               |                      | 20e         |  |              |  | (SPP)             |
| 1983 |                 | 41e           |                |                 | 9e                   | 41e         |  |              |  |                   |
| 1984 |                 |               |                |                 |                      | 44e         |  | 24e          |  |                   |
| 1985 |                 |               |                | 19e             | 7e                   |             |  |              |  | 18e (SPP)         |
| 1986 |                 |               |                | 21e             |                      | 57e         |  |              |  |                   |
| 1987 |                 |               |                |                 |                      |             |  |              |  |                   |
| 1988 | 89e             |               |                |                 | 13e                  |             |  |              |  |                   |
| 1989 | 62e             |               |                |                 |                      |             |  |              |  |                   |
| 1990 | 85e             |               |                |                 |                      |             |  |              |  |                   |

Wielerploegen van Silvano Contini
Baffi ·
Braun · 
Contini ·
Giovannetti ·
Panizza ·
Petito · 
Pozzi ·
Salvador ·
Salvietti ·
Van Calster · 
Vanotti
Baronchelli ·
Ceruti (tot 30/06) ·
Cesarini ·
Colombo ·
Contini ·
Giupponi ·
Lang ·
Loro ·
Milani ·
Piasecki ·
Piovani ·
Pozzi ·
Alberto Saronni ·
Antonio Saronni ·
Giuseppe Saronni ·
Vanotti
Beccia ·
Contini ·
Faresin ·
Lietti ·
Lorenzon ·
Mini ·
Pizzol ·
M. Popp ·
P. Popp ·
R. Popp ·
Rassinger ·
Strazzer ·
Tomassini ·
Venerucci ·
Wechselberger ·
Wohlfahrter
Allocchio ·
Ballerini ·
Bordonali ·
Contini ·
Faresin ·
Fregonese ·
Furlan ·
Gallo ·
Giupponi ·
Lang ·
Lietti ·
Lorenzon ·
Pagnin ·
Piasecki ·
Piovani ·
Pizzol ·
Rota ·
A. Saronni ·
G. Saronni ·
Strazzer ·
Vanzella ·
Visentini